# FSV 1911 Bärenstein
FSV 1911 Bärenstein  is een Duitse voetbalclub uit Bärenstein, Saksen.

## Geschiedenis
De club werd opgericht in 1911 als SV 1911 Bärenstein en sloot zich aan bij de Midden-Duitse voetbalbond. De club speelde in de competitie van het Opperertsgebergte, een van de vele competities van de Midden-Duitse bond. Van 1923 tot 1933 speelde de club in de hoogste klasse. Daarna werd de Gauliga Sachsen ingevoerd als hoogste klasse, waarvoor de club zich niet kwalificeerde.
Ten tijde van de DDR heette de club BSG Motor Eska Bärenstein. Na de Duitse hereniging werd de naam in FSV 1911 Bärenstein gewijzigd.